# Myrmotherula cherriei
A Myrmotherula cherriei a madarak osztályának verébalakúak (Passeriformes) rendjébe és a hangyászmadárfélék (Thamnophilidae) családjába tartozó faj.

## Rendszerezése
A fajt Hans von Berlepsch és Ernst Hartert írták le 1902-ben.

## Előfordulása
Dél-Amerikában, az Amazonas-medencében, Brazília, Kolumbia, Peru és Venezuela területein honos. Természetes élőhelyei a szubtrópusi vagy trópusi lombhullató erdők, mocsári erdők, szavannák és cserjések. Állandó, nem vonuló faj.

## Megjelenése
Testhossza 10 centiméter.

## Életmódja
Valószínűleg ízeltlábúakkal táplálkozik.

## Természetvédelmi helyzete
Az elterjedési területe nagy, egyedszáma viszont csökken, de még nem éri el a kritikus szintet. A Természetvédelmi Világszövetség Vörös listáján nem fenyegetett fajként szerepel.